# Jorgos Karagunis

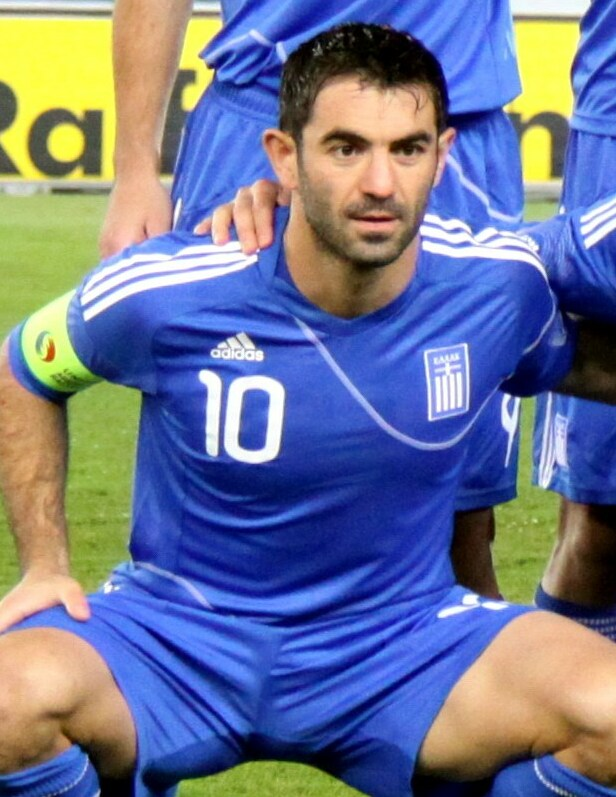
Jorgos Karagunis v roce 2010

Jorgos Karagunis (řecky Γιώργος Καραγκούνης, anglickou transkripcí Georgios "Giorgos" Karagounis; * 6. března 1979, Pyrgos, Řecko) je bývalý řecký fotbalista a reprezentant. Nastupoval na pozici středního záložníka. Je to mistr Evropy z roku 2004. V řeckém národním týmu plnil roli kapitána, je fotbalistou s největším počtem odehraných zápasů za Řecko (139).

## Klubová kariéra
Karagunis hrál v Řecku nejprve za Panathinaikos FC, odkud hostoval v letech 1996–1998 (2 kompletní sezony) v Apollonu Smyrnis. V letech 2003–2005 působil v italském Interu Milán a v období 2005–2007 v Benfice Lisabon. V roce 2007 se vrátil do Panathinaikosu, kde hrál dalších pět let. V letech 2012–2014 byl hráčem anglického Fulhamu, poté ukončil kariéru.
S Panathinaikosem získal v sezoně 2009/10 domácí ligový titul i triumf v řeckém poháru, s Interem Milán zase v ročníku 2004/05 prvenství v Coppa Italia (italský pohár).

## Reprezentační kariéra

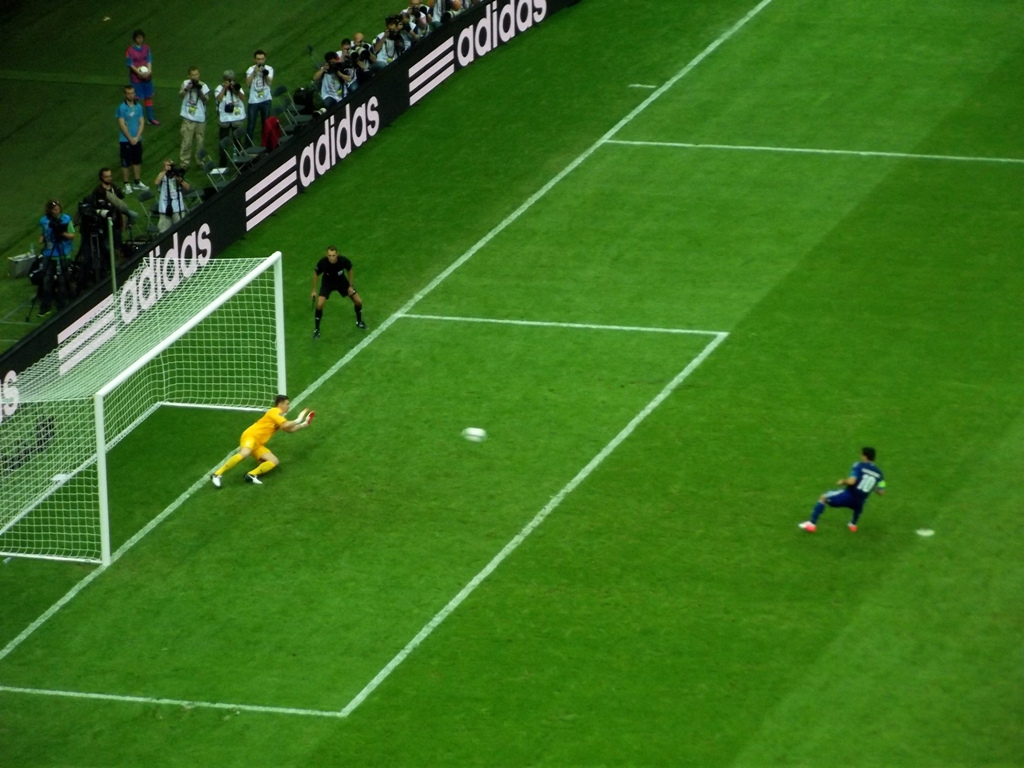
J. Karagunis neproměňuje penaltu na EURU 2012 proti Polsku.

V A-mužstvu Řecka debutoval 20. srpna 1999 proti týmu Salvadoru.
Účast Jorgose Karagunise na vrcholových turnajích:
- Mistrovství Evropy 2004 v Portugalsku - zisk zlaté medaile po finálové výhře 1:0 nad domácím Portugalskem.[3]
- Mistrovství Evropy 2008 v Rakousku a Švýcarsku - bez bodu poslední místo v základní skupině D[4]
- Mistrovství světa 2010 v Jihoafrické republice[5]
- Mistrovství Evropy 2012 v Polsku a na Ukrajině (vyřazení ve čtvrtfinále Německem po výsledku 2:4). V úvodním utkání proti Polsku neproměnil penaltu, vychytal ho Przemysław Tytoń.[6]
- Mistrovství světa 2014 v Brazílii, kam jej nominoval portugalský trenér Fernando Santos.[7] Zde Řekové dosáhli svého historického maxima. Poprvé na světových šampionátech postoupili do osmifinále (ze základní skupiny C), tam byli vyřazeni Kostarikou v penaltovém rozstřelu poměrem 3:5 (stav po prodloužení byl 1:1).

## Odkazy

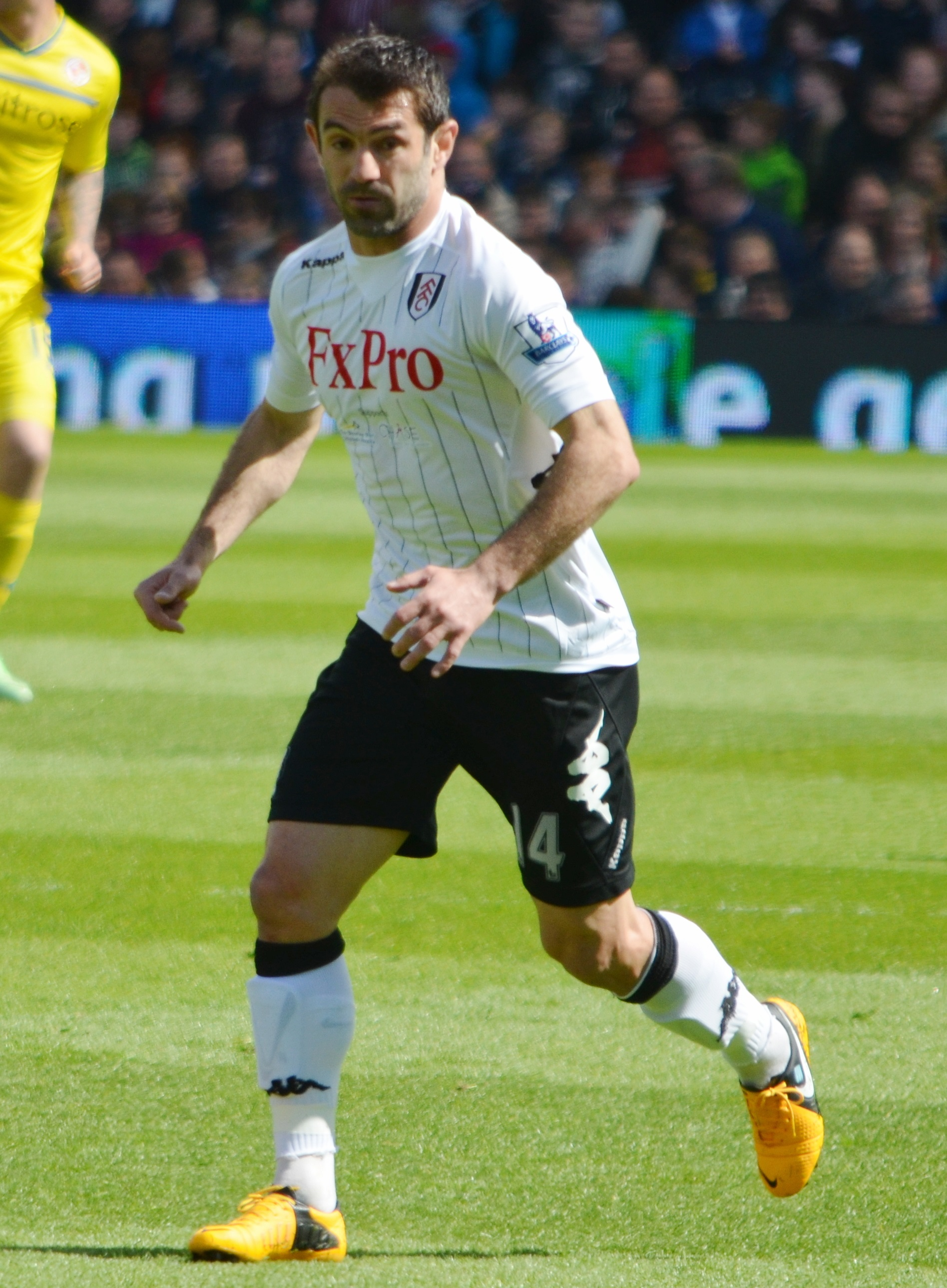
Jorgos Karagunis v dresu Fulhamu (2013)